# La Lande-de-Fronsac
La Lande-de-Fronsac es una comuna francesa situada en el departamento de Gironda, en la región de Nueva Aquitania.

## Demografía
| 465 | 512 | 624 | 1147 | 1797 | 1871 | 2659 | 2739 |
| Para los censos de 1962 a 1999 la población legal corresponde a la población sin duplicidades (Fuente: INSEE [Consultar]) |     |     |      |      |      |      |      |